# Achilles-schilder

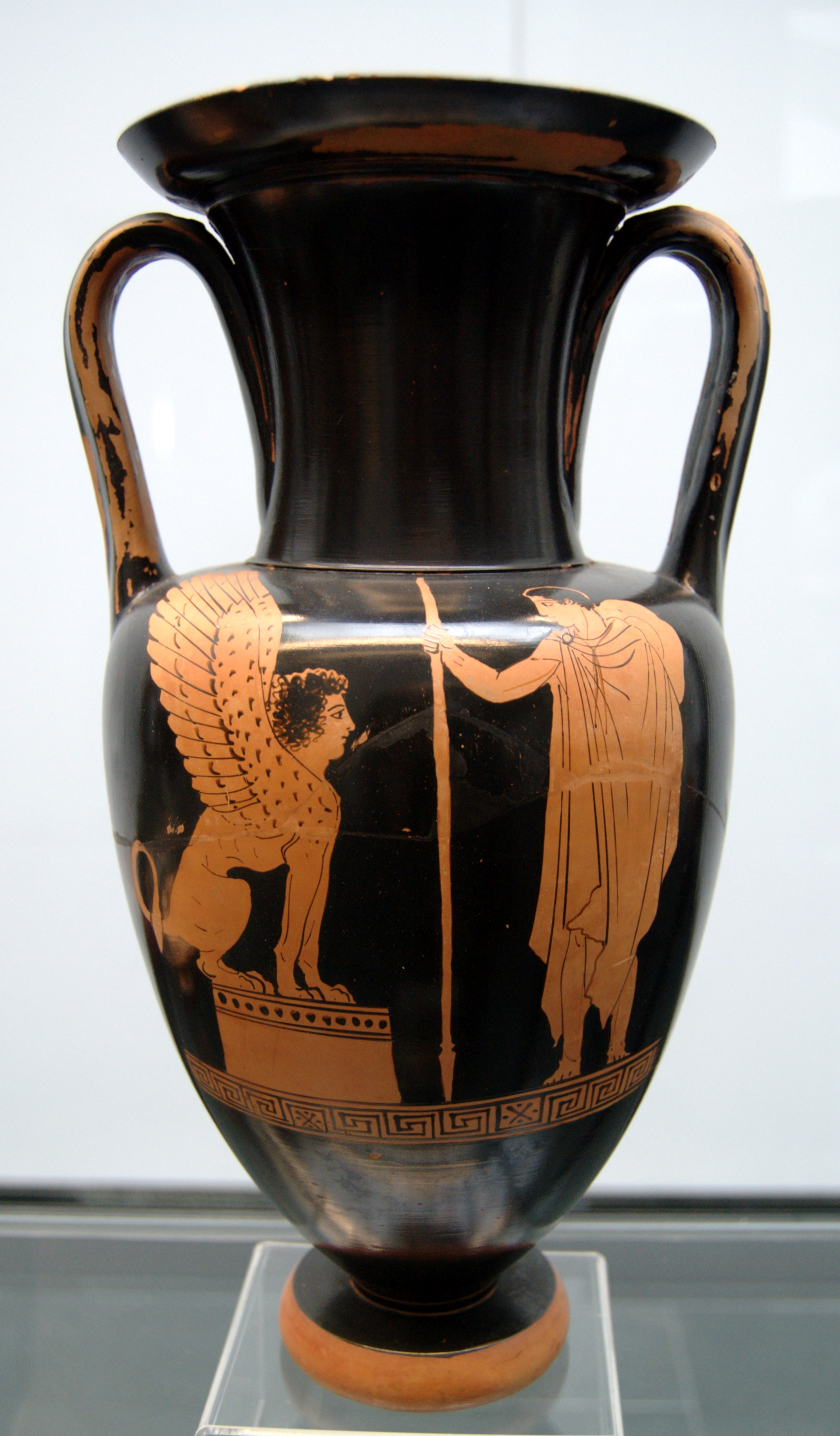
Oedipus en de Sfinx. Detail van een vaas, geschilderd door de Achilles-schilder

De Achilles-schilder is een anonieme vazenschilder uit de Griekse oudheid, die actief was tussen 460 v.Chr. en 430 v.Chr. in Attica.
De Achilles-schilder dankt zijn naam aan een amfora die de voorstelling draagt van de Homerische held Achilles met Briseïs (thans in het bezit van de Vaticaanse musea). Men schrijft aan deze meester, op grond van overeenkomsten in stijl, meer dan 180 werken toe.
De stijl van de Achilles-schilder wordt gekenmerkt door tere, bijna schetsmatige contouren van de figuren en een eerste aanzet tot het gebruik van schaduw. Dankzij zijn 'schilderachtige' vormgeving, die anders was dan de strikt lineaire vazenschilderingen uit zijn tijd, kunnen we ons min of meer een beeld vormen van hoe de verloren gegane Griekse wandschilderingen er moeten hebben uitgezien, waarvoor men voor de rest enkel over schriftelijke bronnen beschikt.
De onderwerpen van de Achilles-schilder spelen zich vaak af in vrouwenvertrekken en beelden situaties af waarin een krijgsman afscheid neemt van zijn moeder of zijn vrouw, de ontmoeting van moeder en dochter, of meesteres en dienares. De meeste taferelen tonen twee personages (meer dan twee is een uitzondering), omdat de kunstenaar niet een dramatische handeling wil uitbeelden, maar een innerlijke toestand wil uitdrukken.
De Achilles-schilder schilderde met alle in zijn tijd gebruikte technieken op vazen van diverse grootte of vorm, die zwarte of rode figuren vertonen, of op lekythoi (grafvazen) op een witte achtergrond.
- Gemeinsame Normdatei: 118808745
- International Standard Name Identifier: 0000 0004 4887 3257
- Library of Congress Control Number: n86016548
- National Gallery of Victoria: 3
- Union List of Artist Names: 500019489
- Virtual International Authority File: 52485982
- WorldCat: E39PBJjCXkBtkxDq8F6YcYRBT3